# Леденёвка (Липецкая область)
Леденёвка — деревня Кривецкого сельсовета Добровского района Липецкой области.

## География
Леденёвка расположена на суходоле, в междуречье рек Яблонка и Чиганок, которые относятся к бассейну реки Воронеж. Высота центра селения над уровнем моря составляет около 139 м. В северной части деревни есть пруд, местность южнее Леденёвки умеренно заболочена.
Деревня раскинулась к северу от автодороги Липецк—Мичуринск и частично вдоль самой трассы. Несколько юго-западнее Леденёвки на той же дороге стоит деревня Верещагино. Севернее населённого пункта проходит шоссе Доброе—Мичуринск, с которым дорога от Липецка смыкается восточнее деревни. Далее к северу от Леденёвки, почти сразу за шоссе, стоит село Кривец — центр сельсовета. Северо-восточнее, также к северу от шоссе, у самой границы с Тамбовской областью — деревня Кувязево. Кувязево располагается на левом берегу Яблонки, истоки которой находятся, таким образом, восточнее Леденёвки. К юго-востоку от деревни отмечен исток речки Белая Вода, левого притока Яблонки.
С южной стороны от дороги, у которой стоит населённый пункт — поля с полевыми дорогами, лесополосами, полевыми станами и отдельными заболоченными участками. Там же расположены истоки реки Чиганок, протекающей затем через село Борисовка к западу от Леденёвки. С северной стороны от дороги деревню окружает Добровский лес (преобладающая порода дерева в этой части леса — сосна). Северо-западнее селения в лесу отмечено урочище Журавлиный Кордон.

## История
По одним предположениям, Леденёвка могла возникнуть во второй половине XVII века, когда в документах начинают встречаться упоминания служилых людей Леденёвых, от фамилии которых, по-видимому, и было образовано название деревни. По другим предположениям, она основана не ранее начала XVIII века, однако получила название также по фамилии владельца. По документам Леденёвка известна с 1782 года.
Есть данные, что Леденёвка возникла на рубеже XVII—XVIII веков вокруг имения помещика Жемчужникова, поселившего привозных крестьян на участке в 320 десятин земли, переданном ему от жителей села Кривец, которые были государственными крестьянами.
На карте Тамбовской губернии А. И. Менде 1862 года присутствует сельцо Леденёвка. По статистическим сведениям за этот год, владельческое сельцо насчитывало 19 дворов и 292 жителя. В церковном отношении Леденёвка относилась к приходу церкви Преображения Господня села Кривец.
По сведениям Специальной карты Европейской России И. А. Стрельбицкого, составленной в 1865—1871 годах (лист 59, издан в 1869 году), Леденёвка — населённый пункт размером от 10 до 20 дворов на почтовой дороге из Липецка в Козлов. По состоянию на 1903 год деревня входила в Больше-Хомутецкую волость Лебедянского уезда. В 1914 году в Леденёвке значится экономия помещика Лермонтова.
В советский период в поселении был образован колхоз «8 Марта» (председатели — Н. И. Фролов, П. Я. Стрельников). Во второй половине 1930-х — начале 1940-х годов в Леденёвке было 83 двора. В феврале 1950 года мелкая артель «8 Марта» (бывший колхоз) вошла в состав колхоза «Память Куйбышева» села Кривец.

## Население
| 2010 |
| ---- |
| 26   |

Численность населения в конце XX — начале XXI века
| Дата          | Численность, чел. | Число дворов (домохозяйств) |
| 1990          | ≈50               | н/д                         |
| 1 января 2002 | 43                | 22                          |
| Октябрь 2002  | 35                | н/д                         |
| 1 января 2008 | 37                | 18                          |
| 1 января 2010 | 30                | 16                          |
| Октябрь 2010  | 26                | н/д                         |

Половой и национальный состав
Согласно переписи 2002 года, в деревне Леденёвка проживало 13 мужчин и 22 женщины, 100 % населения составляли русские.

## Инфраструктура
На 2019 год в Леденёвке улиц и переулков не числится. Общая протяжённость дорожной сети деревни Леденёвка составляет 0,6 км (покрытие — щебень). По некоторым данным, ранее в деревне имелся фельдшерско-акушерский пункт. Проведены электричество, газ, телефон.